# Leiferde

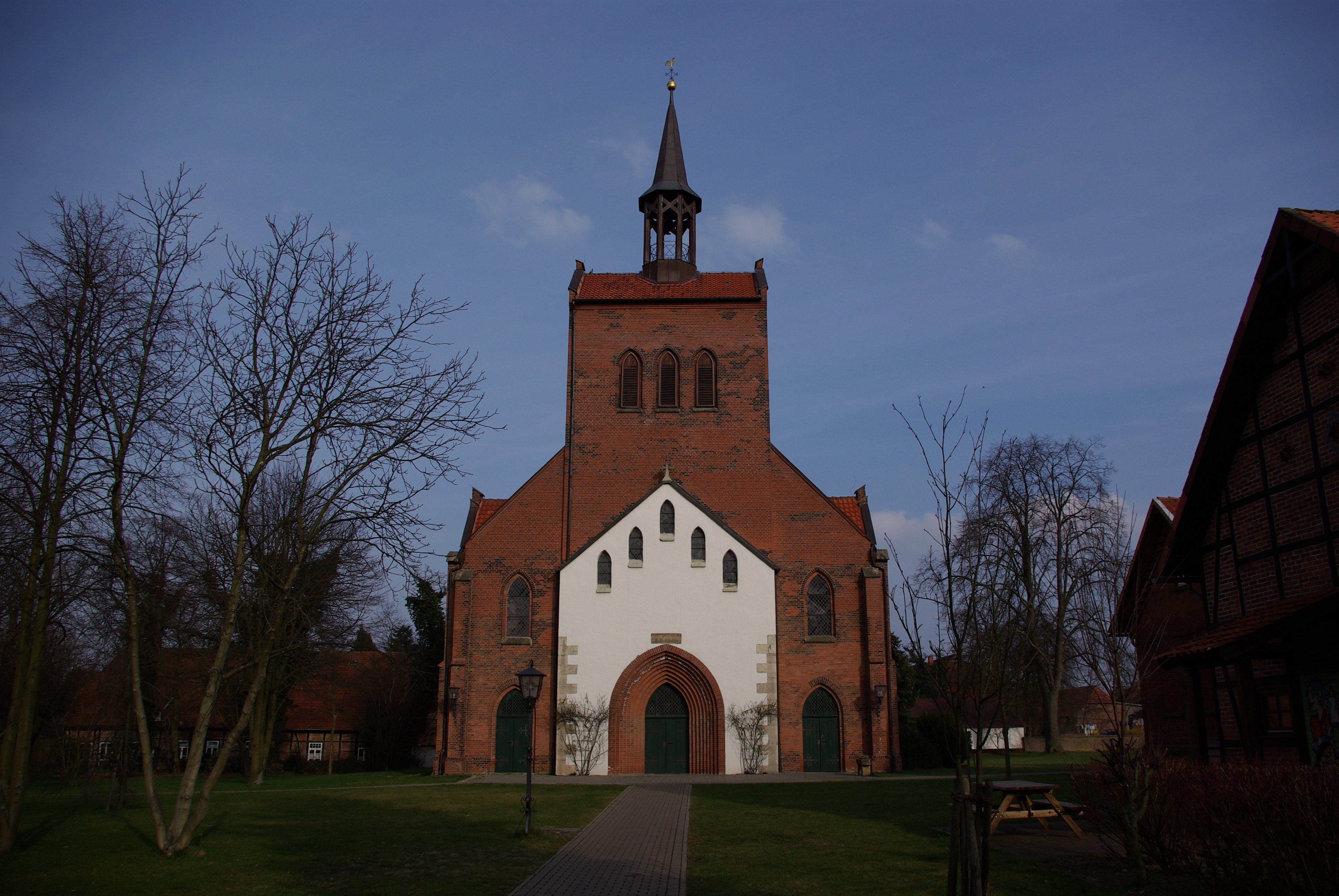
Chiesa St. Viti

Leiferde è un comune di 4.380 abitanti della Bassa Sassonia, in Germania.
Appartiene al circondario (Landkreis) di Gifhorn (targa GF) ed è parte della comunità amministrativa (Samtgemeinde) di Meinersen.